# Nils J. Knagenhjelm
Nils Joachim Knagenhjelm (4. februar 1920 – 27. marts 2004) var en norsk godsejer, politiker og modstandsmand.
Han var søn af Christen Knagenhjelm (1888-1917) og Ruth født Nicolaysen.

## Modstandsmand
Nils J. Knagenhjelm var en central person i opbygningen af Milorg-gruppen "Siskin" i Sogn i 1945 sammen med Ragnar Ulstein og Hans H.H. Heiberg. Da Milorg blev afsløret i marts 1945, måtte han gå under jorden sammen med de nævnte andre.
I 1944 blev han gift med Wibeke Sophie Haffner (14. december 1918 - 1. november 2003).

## Godsejer og politiker
Efter krigen overtog han Kaupanger Hovedgård i 1949 og gjorde med det samme husmændene til selvejere. Sammen med hustruen Wibeke Knagenhjelm gjorde Nils J. Knagenhjelm i 1960'erne en væsentlig indsats for at få restaureret Kaupanger stavkirke. 
Han var ordfører (borgmester) i Sogndal kommune for Høyre 1968-75, hvor han bl.a. forærede jorden på Haukåsen til opførelsen af Sogndal Lufthavn, som blev åbnet i 1971. Han virkede også for at få sammenlagt Sogn og Fjordane Distriktshøgskule (senere Høgskulen i Sogn og Fjordane) til Sogndal. Han var medlem af fylkestinget 1969-79 og medlem i fylkeslandbrugsstyret i mange år. Knagenhjelm var også virksom for at få etableret et centralsygehus i Førde, som blev indviet i 1979.
Han blev Riddar af 1. klasse af Sankt Olavs Orden i 1986. 